# Prealpi del Tux
Le Prealpi del Tux (in tedesco Tuxer Voralpen oppure Tuxer Nordalpen) sono un gruppo montuoso delle Alpi Scistose Tirolesi. Si trovano in Austria (Tirolo) tra la città di Innsbruck ed il Tuxerjoch.

## Denominazione
Seguendo le definizioni della SOIUSA questo gruppo montuoso collocato a nord del Tuxerjoch e a sud-est della città di Innsbruck viene denominato Prealpi di Tux lasciando la denominazione di Alpi di Tux alle Alpi Breonie Orientali che si trovano a sud del Tuxerjoch.

## Classificazione

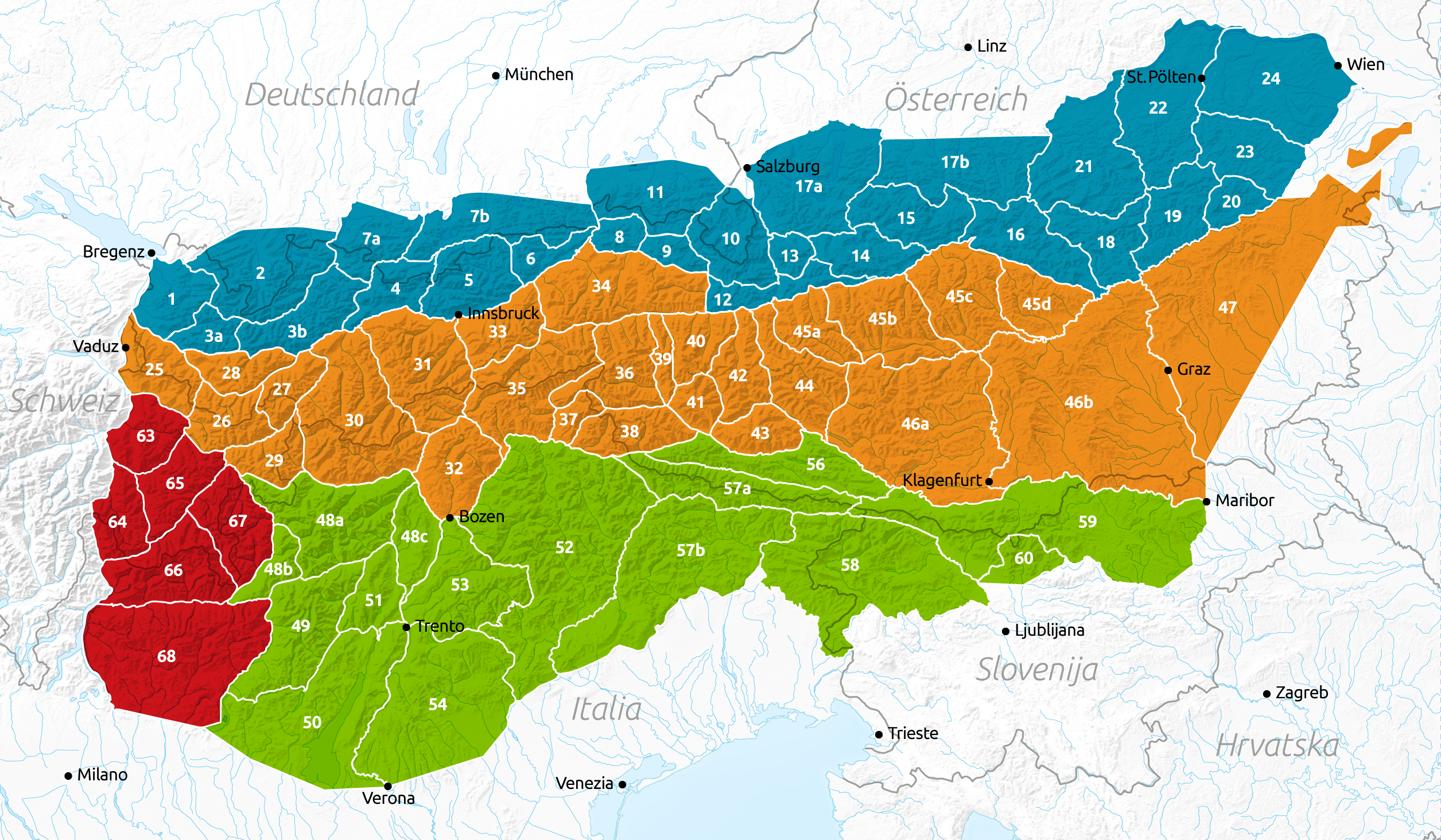
Le Prealpi del Tux secondo l'AVE sono individuate dal numero 33.

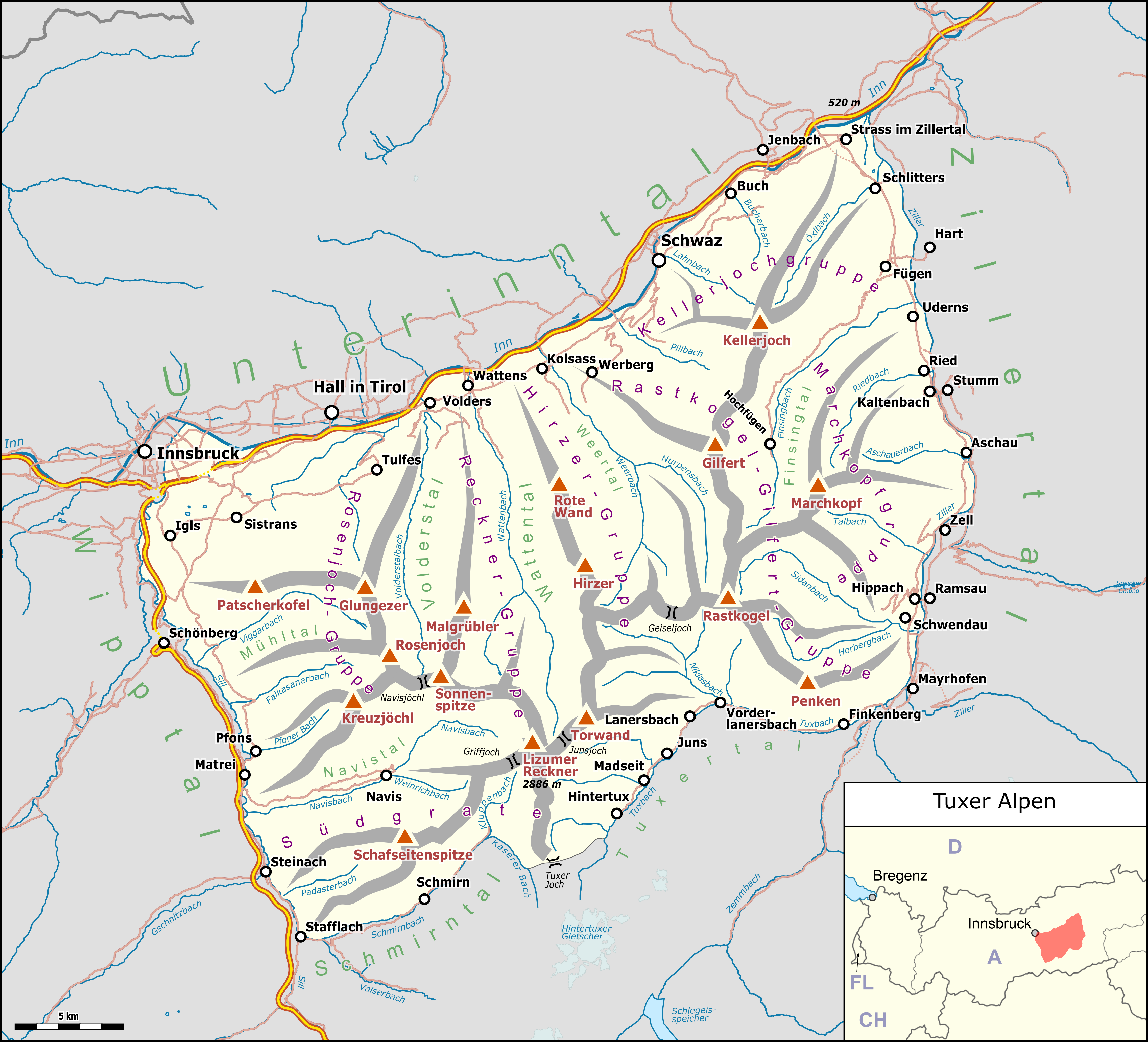
Cartina dettagliata del gruppo montuoso.

Secondo la Partizione delle Alpi del 1926 le Prealpi del Tux appartenevano alla sezione alpina delle Alpi Noriche.
Secondo la SOIUSA sono una sottosezione alpina con la seguente classificazione:
- Grande parte = Alpi Orientali
- Grande settore = Alpi Nord-orientali
- Sezione = Alpi Scistose Tirolesi
- Sottosezione = Prealpi del Tux
- Codice = II/B-23.I

Secondo l'AVE costituiscono il gruppo n. 33 di 75 nelle Alpi Orientali. Appartengono alle Alpi Centro-orientali.

## Geografia

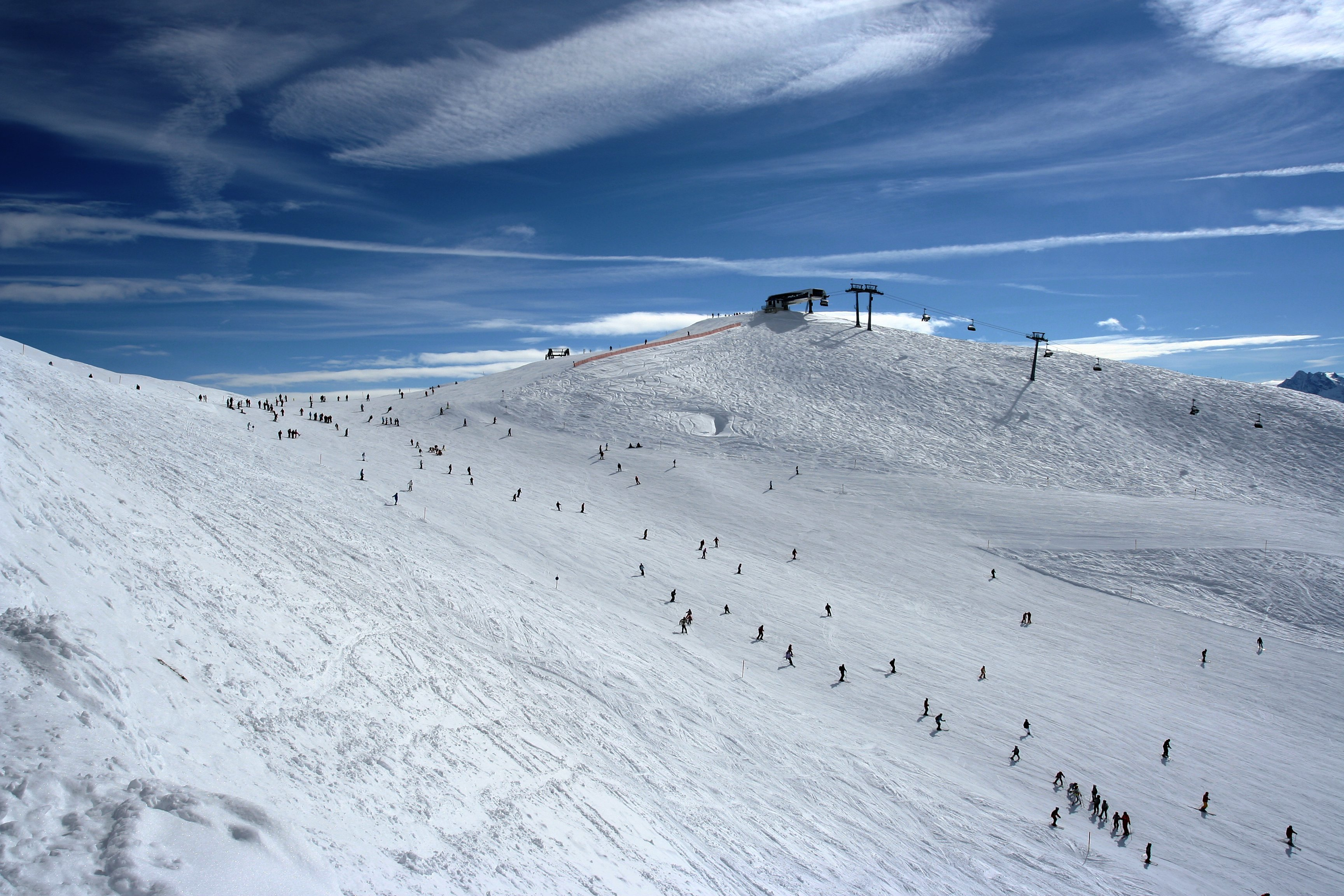
Rastkogel

Le Prealpi del Tux si trovano a sud-est della città di Innsbruck e confinano:
- a nord-ovest con i Monti del Karwendel e le Alpi di Brandenberg (nelle Alpi Calcaree Nordtirolesi) separate dal corso del fiume Inn,
- a nord-est con le Alpi di Kitzbühel (nella stessa sezione alpina) e separate dalla Zillertal,
- a sud-est con le Alpi della Zillertal (nelle Alpi dei Tauri occidentali) separate dal Tuxerjoch,
- a sud-ovest con le Alpi dello Stubai (nelle Alpi Retiche orientali) separate dalla Wipptal.

Ruotando in senso orario i confini geografici sono: Innsbruck, fiume Inn, Zillertal, Tuxertal, Tuxerjoch, Schmirner Tal, Wipptal, Innsbruck.

## Suddivisione

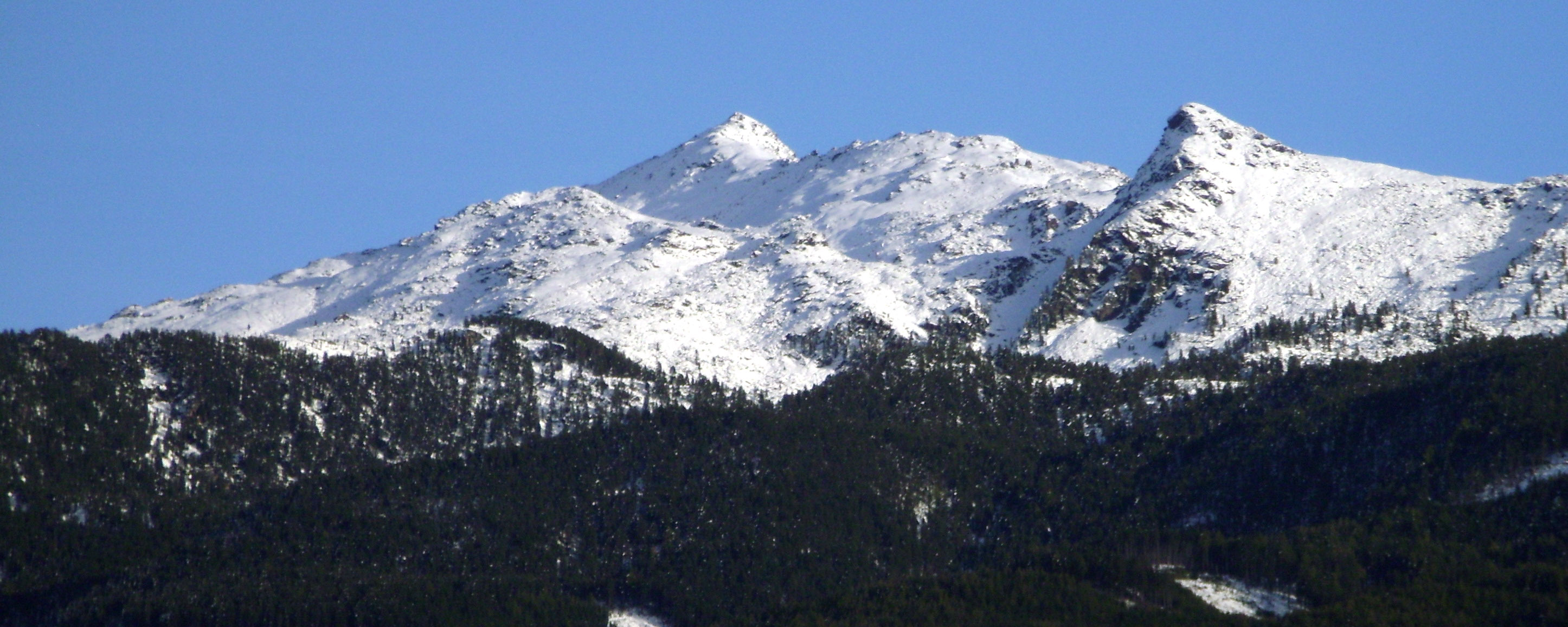
Glungezer

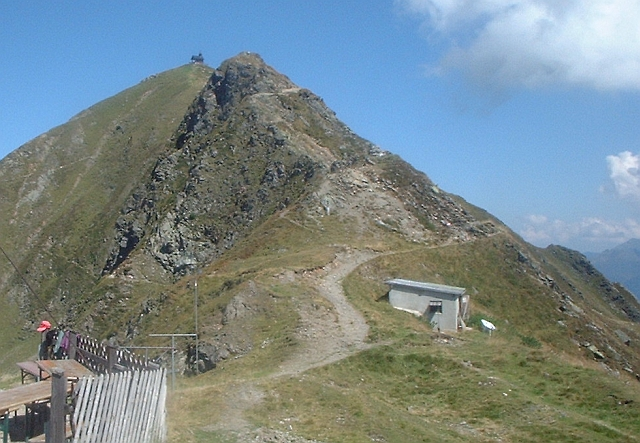
Kellerjoch

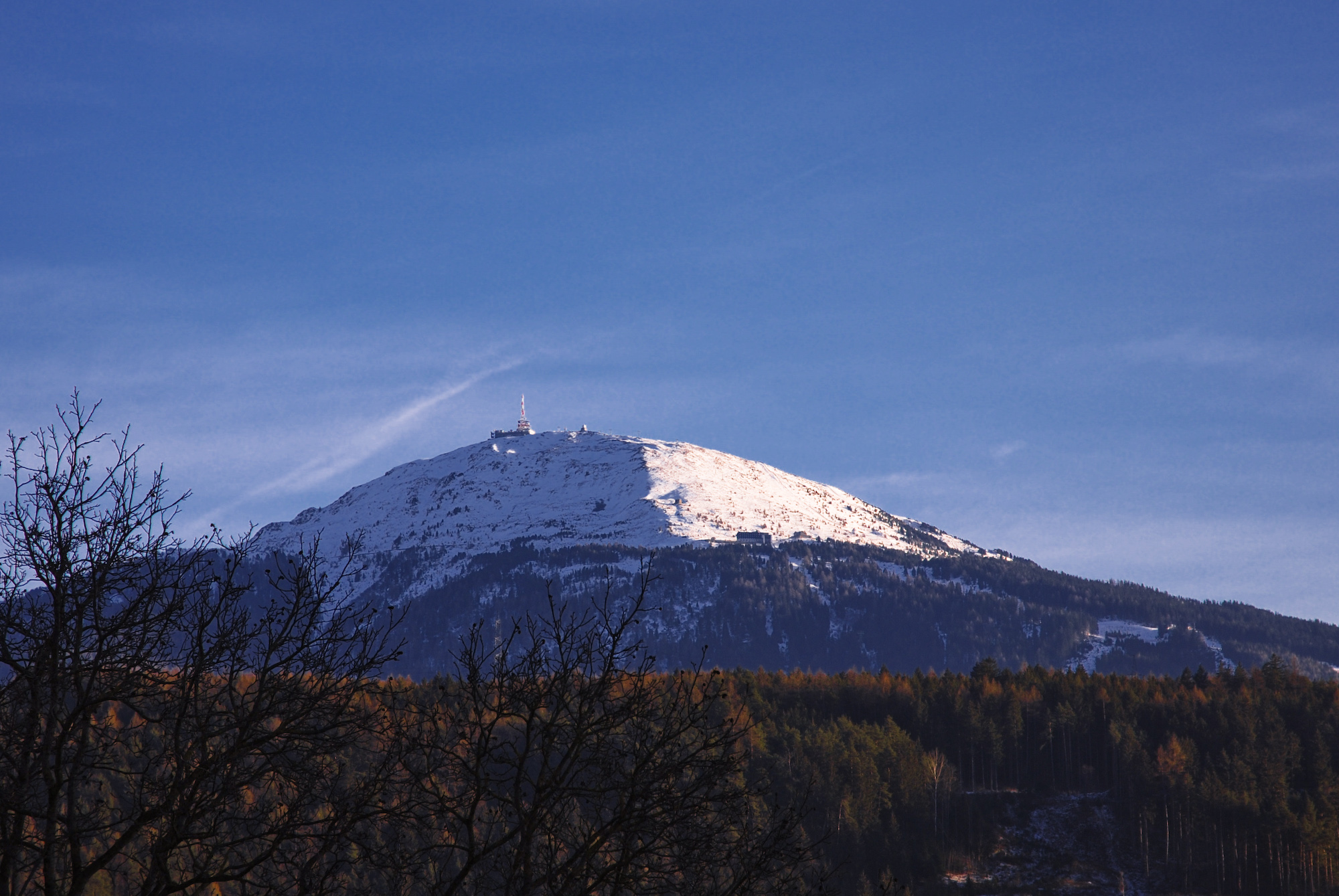
Il Patscherkofel

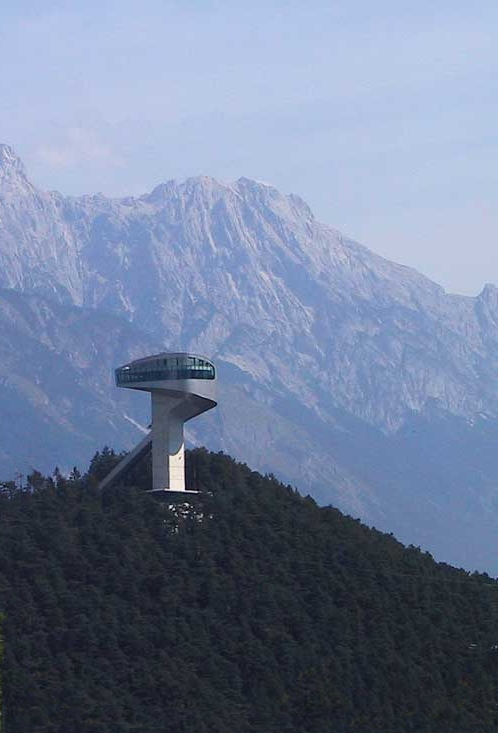
Monte Isel

Secondo la SOIUSA le Prealpi del Tux sono suddivise in due supergruppi, cinque gruppi ed otto sottogruppi:
- Gruppo Reckner-Malgrübler-Rosenjoch (A)
  - Catena Reckner-Schafseitenspitze (A.1)
  - Catena del Malgrübler (A.2)
  - Gruppo del Rosenjoch (A.3)
    - Dorsale del Grünbergspitz (A.3.a)
    - Dorsale del Rosenjoch (A.3.b)
    - Dorsale del Glungezer (A.3.c)
- Gruppo Kalkwand-Rastkogel (B)
  - Catena Kalkwand-Hirzer (B.4)
    - Dorsale del Kalkwand (B.4.a)
    - Dorsale dell'Hirzer (B.4.b)

  - Gruppo del Rastkogel(B.5)
    - Dorsale del Rastkogel (B.5.a)
    - Dorsale del Marchkopf (B.5.b)
    - Dorsale del Kellerjoch (B.5.b)

## Montagne principali
- Lizumer Reckner -  2.886 m
- Kalkwand - 2.826 m
- Rosenjoch - 2.796 m
- Grünbergspitze - 2.790 m
- Rastkogel - 2.762 m
- Malgrübler - 2.749 m
- Hirzer - 2.725 m
- Glungezer - 2.677 m
- Gilfert - 2.506 m
- Marchkopf - 2.499 m
- Kellerjoch - 2.344 m
- Patscherkofel - 2.246 m
- Monte Isel - 746 m

## Rifugi

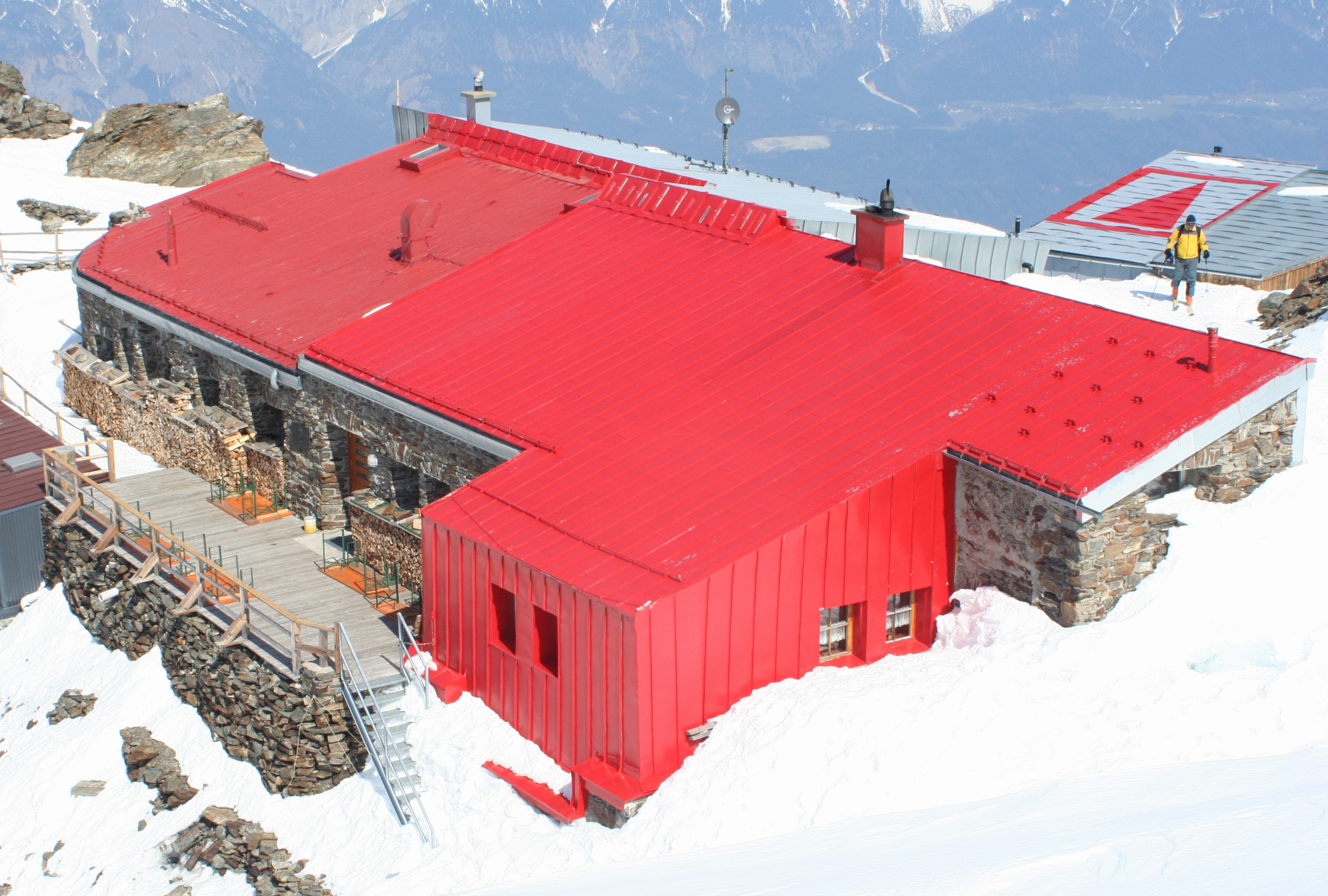
Glungezerhütte.

I principali rifugi delle Prealpi del Tux sono:
- Glungezerhütte - 2.610 m
- Tuxerjochhaus - 2.313 m
- Kellerjochhütte - 2.237 m
- Rastkogelhütte - 2.117 m
- Lizumer Hütte - 2.019 m
- Patscherkofelhaus - 1.970 m
- Weidener Hütte - 1.799 m
- Naviser Hütte - 1.787 m
- Meißner Haus - 1.720 m
- Weertal-Hütte - 1.450 m
- Voldertalhütte - 1.376 m
- Vinzenz Tollinger Hütte - 1.229 m